# 看護教育

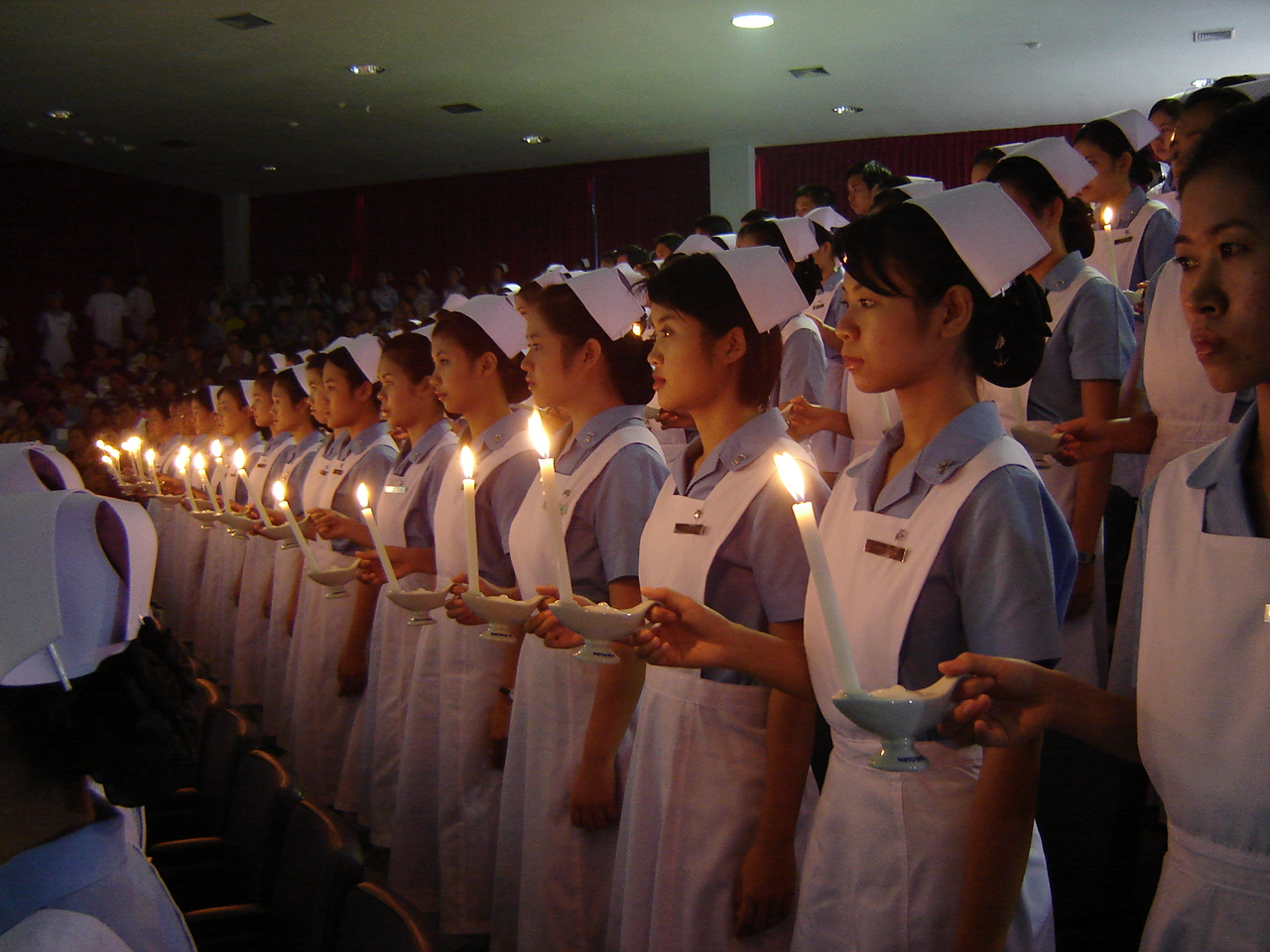
戴帽式

看護教育（かんごきょういく、英: nursing education）は、看護師の養成や看護実践能力の向上を目的に行われる教育のことである。看護教育とは、一般には看護師免許を取得するための基礎的な教育を指すことが多いが、助産師、保健師の養成教育も、看護系大学の所定のコースや看護短大の専攻科などで行われているため、これらも含めて用いられる場合もある。
また既に看護師の資格を得て、臨床で働く看護職に対する継続教育や、認定看護師・専門看護師の養成教育、大学院における看護研究者の養成教育も含めることもある。

## アメリカ合衆国

### RN
アメリカ合衆国でレジスタードナース（Registered Nurse、RN、登録看護師）となるには、RNのプログラムを修了し、州看護審議会（National Council of State Board of Nursing）の資格試験であるNCLEX-RNに合格後、州看護評議会（State Board of Nursing）に登録する必要がある。
RNのプログラムには3種類がある。
1. Diploma program：主として病院運営のもとで行われる2〜3年間の教育課程（看護専⾨学校に相当）[1]
2. Associateʼs degree in nursing (ADN)：看護系短期⼤学で行われる2〜3年間の教育課程（準学⼠課程）[1]
3. Bachelor of science in nursing (BSN)：看護系4年制⼤学の教育課程（看護学⼠課程）[1]

### LPNまたはLVN
准看護師に相当するLicensed Practical Nurse（LPN）やLicensed Vocational Nurse（LVN）の養成は、病院、コミュニティ・カレッジまたは専⾨学校で行われており、ここでの専⾨教育（修業年数は1～2年間）を修了してNCLEX (州看護審議会)が主催する資格試験(NCLEX-PN)に合格する必要がある。
RNへの移行教育として移⾏教育課程（LPN-to-RN Program）がある。

### 大学院
大学院修⼠課程では⾼度専⾨看護師（Advanced Practice Nurse: APN）の養成が行われている。APNには専⾨看護師（Clinical Nurse Specialist: CNS）、ナース・プラクティショナー（Nurse Practitioner: NP）、看護助産師（Certified Nurse Midwife : CNM）、CRNA（Certified Registered Nurse Anesthetist: CRNA）がある。

#### 看護学提供の主要な大学
（**は公立）
- ジョンズ・ホプキンズ大学（メリーランド州）
- ペンシルベニア大学（ペンシルベニア州）
- デューク大学（ノースキャロライナ州）
- ノースカロライナ大学チャペルヒル校（ノースキャロライナ州）**
- エモリー大学（ジョージア州）
- ピッツバーグ大学（ペンシルベニア州）**
- ワシントン大学（ワシントン州）**
- オハイオ州立大学（オハイオ州）**
- ミシガン大学 （ミシガン州）**
- ヴァンダービルト大学（テネシー州）
- コロンビア大学（ニューヨーク州）
- カリフォルニア大学サンフランシスコ校（UCSF, カリフォルニア州）**
- ケース・ウェスタン・リザーブ大学（オハイオ州）
- イエール大学（コネチカット州）
- バージニア大学（バージニア州）**
- アラバマ大学バーミンガム校（アラバマ州）**
- ニューヨーク大学（ニューヨーク州）
- ラトガース大学（ニュージャージー州）**
- シカゴ大学（イリノイ州）
- カリフォルニア大学ロサンゼルス校（UCLA, カリフォルニア州）**

## イギリス
英国すべての看護師は、看護・助産審議会(NMC)に登録を受ける必要がある。それぞれの大学の看護学科において、NMCの認定を受けた3年間のカリキュラムを終了する必要がある。初級レベルの学位として看護学デュプロマ(Diploma in Nursing)が存在し、これを取得した時点でNMCにて登録看護師(RN)としての登録を受けることができ、免許取得のための国家試験などは存在しない（英国の医師も同様）。

## 日本
日本においては保健師助産師看護師法に基づく国家資格であり、看護師になろうとする者は看護師国家試験に合格し、厚生労働大臣の免許を受けなければならない(法第7条3)。

### 看護師養成所
日本において看護師は、看護専門学校、看護短大、看護系大学、看護高等学校専攻科といった看護師養成所で養成されている。これらの看護師養成所を卒業することで看護師国家試験の受験資格が得られる。これらの養成所については、保健師助産師看護師学校養成所指定規則によって基準が定められている。さらに看護系大学や看護短大では、これ以外に大学設置基準を満たす必要がある。受験資格の取得には最低3年必要であり、看護専門学校が全日制の場合3年、看護短大が3年、看護系大学は4年である。また、高等学校衛生看護科と衛生看護専攻科の一貫教育をとっている場合は中学校卒業後5年であり、普通科高校から専攻科への入学はできない場合が多い。
准看護師の養成は、准看護専門学校や高校の衛生看護科で行われている。これらの准看護師養成所を卒業することで准看護師試験の受験資格が得られる。受験資格の取得には最低2年必要である。准看護師養成機関の卒業生の多くは、そのまま2年制の進学課程に進み、日中は医療機関に勤務し、午後または夕方から看護学校に通うといった形態で看護師免許を取得している。看護師の専門性と質の高さを保障するために、准看護師の養成教育は、縮小・廃止される方向にあり、全日制高校の衛生看護科も専攻科との一貫制による看護師養成所に移行しつつある。
これらの養成所を卒業することで得られるのはあくまでも受験資格であり、その後国家試験に合格しなければ看護師（あるいは准看護師）となることはできない。
また、10年以上の経験を有する准看護師を対象とした看護師への移行教育課程（2年課程通信制）も2004年度から開設されている。

### 歴史
日本においては、大正後期から昭和初期にかけての日本赤十字社による戦時救援看護婦養成が主流となり、全国の看護婦養成所の模範となって全国に広まった。「日本赤十字社の看護教育は， 日本陸軍の教育方針に通じ，上官の命に絶対服従する，克己，忍耐，奉仕が指導精神の柱であった。日本赤十字社の教育の特徴は、看護技術教育であり、臨床に先立つ教室における実習やデモンストレーションは殆ど行われることなしに、臨床での実践によって訓練された。指導体制では婦長一卒業生一上級生一下級生といヒエラルキーがあり，上位の人には絶対的権威があった。看護行為の判断と実行には，すべて上位者の指示が必要で、あった。状況に応じて熟練した方法を他者に示すことはあっても，その根拠を他者に納得いく方法で教えることは少なかった」。
特に、日本における看護倫理の歴史は浅い。「日本では戦後長らく、看護学研究に関する倫理の問題はおろか看護倫理一般についての空白期が1980年代初頭まで続いた。かつて日本の看護師には、清楚さ、奉仕的精神、医師への従順さ、組織への忠誠、規律と秩序の維持等の、専ら内面的な美徳を備えた者であることが期待され、それに応答することが看護倫理であった。しかし、戦後民主主義が浸透し、経済的に豊かになる中で、過去の看護師像に対する強い反発と反動が日本の看護界に広まり、抑圧された過去の看護師像を想起させる看護倫理そのものが敬遠されたことが，この空白の背景にあるといわれている。その結果，米国では1960年代からすでに看護学研究に伴う倫理的課題に対する積極的応答が看護界全体においてみられたのに比して、日本の看護界における対応は1980年代中頃になるまでほとんど皆無であった」。

### 課題
2006年現在、看護師となるためには最低3年間の教育が必要とされているが、医療の高度化に伴い看護に必要な知識も増大していること、医療ミスの予防、医療倫理的問題への対応能力の育成といった観点から、4年間の教育を義務とする意見や、卒後1年間の臨床研修を義務化する意見などがあり、検討されている。
2008年1月に保健師助産師看護師学校養成所指定規則が改正され、平成21年度から実践能力の向上等を目標に4単位の単位数の増加や「統合的な科目」として新たに講義や実習科目が追加される予定である。
また、2008年7月7日には厚生労働省の「看護基礎教育のあり方に関する懇談会」で、高度医療へ対応するため、専門学校が中心だった看護師の養成を、将来は大学に移行させるのが望ましいとの提言をまとめ、厚労省は大学教育の拡充に向けた教員確保やカリキュラムの検討に入るとの答申を表明した。